# Impulse (Knoebels)
Impulse in Knoebels (Elysburg, Pennsylvania, USA) ist eine Stahlachterbahn vom Modell Tower Speed Coaster des Herstellers Zierer Rides, die am 25. April 2015 eröffnet wurde und zugleich der Prototyp des Achterbahnmodells ist. Außerdem ist sie zurzeit (Stand November 2019) die einzige Achterbahn des Modells.
Die 602 m lange Strecke erreicht eine Höhe von 30 m und verfügt über eine 90°-steile erste Abfahrt. Auf der Strecke wurden neben einer 540°-Helix insgesamt vier Inversionen verbaut: eine Cobra-Roll, die aus zwei Inversionen besteht, einem Looping und einem Inline-Twist.

## Züge
Impulse besitzt drei einzelne Wagen. In jedem Wagen können acht Personen (zwei Reihen à vier Personen) Platz nehmen.